# Gare du Pigeon
La gare du Pigeon est une gare ferroviaire française de la ligne de Souillac à Viescamp-sous-Jallès, située au lieu-dit « Le Pigeon » sur le territoire de la commune de Baladou, dans le département du Lot et la région Occitanie.
Elle est mise en service en 1889 par la Compagnie du chemin de fer de Paris à Orléans (PO) et fermée en 1980 par la Société nationale des chemins de fer français (SNCF).

## Situation ferroviaire
Établie à 222 mètres d'altitude, la gare du Pigeon était située au point kilométrique (PK) 626,141 de la ligne de Souillac à Viescamp-sous-Jallès, entre les gares de Souillac et de Baladou. 
Cette ancienne gare est située sur une section de ligne déclassée (PK 619,094 au PK 636,640), néanmoins le tronçon de la halle à marchandises du Pigeon à Martel est parfois utilisé pour des circulations techniques du trains touristiques.

## Histoire
La gare du Pigeon est mise en service le 16 juin 1889 par la Compagnie du chemin de fer de Paris à Orléans (PO), lorsqu'elle ouvre à l'exploitation sa ligne de Cazoulès à Saint-Denis-près-Martel. Le tunnel du Pigeon, long de 554 mètres précède la station située sur un plateau au croisement des routes de Souillac à Martel et de Gramat.
En 1896, la Compagnie du PO indique que la recette de la gare pour l'année entière est de 6 371 francs.
Vers 1900, la station est notamment utilisée pour le chargement du bois.
La dernière desserte par un train de voyageurs a lieu le 31 mai 1980 et la gare est fermée officiellement, comme la section de ligne, le 1er juin 1980 par la SNCF.

## Service des voyageurs
Gare fermée et désaffectée comme le tronçon de ligne qui la dessert.

## Patrimoine ferroviaire
La gare a conservé ses principaux bâtiments, le bâtiment voyageurs est une propriété privée et la halle à marchandises appartient au Chemin de fer touristique du Haut Quercy.